# Stenosi
Per stenòsi (dal greco antico στενός, "stretto", "angusto") s'intende una condizione patologica consistente nel restringimento di un orifizio, di un dotto, di un vaso sanguigno o di un organo cavo, tale da ostacolare o impedire il normale passaggio delle sostanze che fisiologicamente passano attraverso di essi.
La stenosi può essere organica se è sostenuta da processi produttivi o cicatriziali o da cause congenite malformative; intrinseca o estrinseca secondo che il processo morboso che ne è alla base abbia origine all'interno o all'esterno della struttura anatomica interessata.
Si parla invece di stenosi funzionale quando è provocata da contrazioni toniche più o meno durevoli degli sfinteri o delle pareti muscolari. 
Sotto il profilo funzionale la stenosi viene definita scompensata quando per la sua entità non permette più alcun passaggio di materiale.
L'aspetto morfologico della stenosi è vario: anulare o tubulare quando sono rispettivamente interessati un brevissimo o un lungo tratto di condotto; diaframmatica quando assume la forma di un diaframma. Le sedi più frequenti di stenosi sono: l'esofago, lo stomaco, il piloro, l'uretra, il retto.
Spesso i casi di stenosi, se non curati, degenerano progressivamente, seguendo il naturale effetto Bernoulli, secondo cui un fluido che acquista velocità a causa del restringimento del lume, diminuisce la sua pressione, tirando quindi le pareti del vaso verso l’interno e peggiorando la situazione. Questa legge si applica anche nella situazione opposta, cioè quando un vaso sanguigno si allarga in modo anomalo. In questo caso si parla dell’equivalente effetto Venturi e quindi di aneurisma.

## Stenosi valvolare
Le stenosi valvolari cardiache possono interessare una o più valvole: la stenosi mitralica, quasi sempre di origine reumatica, ostacola più o meno il flusso di sangue dall'atrio al ventricolo sinistro durante la diastole e condiziona un sovraccarico ventricolare destro; la stenosi aortica, congenita, endocarditica o arteriosclerotica, crea un ostacolo al passaggio del sangue dal ventricolo sinistro all'aorta durante le sistole e determina un'ipertrofia dello stesso ventricolo sinistro.

## Stenosi spinale
La stenosi spinale consiste nel restringimento e nella compressione del midollo spinale e dei nervi. È di solito dovuta al naturale processo di degenerazione spinale che si manifesta con l'età (spondiloartrosi). La stenosi può essere dovuta anche all'ernia del disco, all'osteoporosi, a discopatia, ad artrosi cervicale da trauma, a spondilolistesi, a siringomielia, o ad un tumore.
La stenosi spinale può colpire le vertebre cervicali, le vertebre lombari o entrambe. La stenosi spinale lombare genera un dolore alla schiena, associata talvolta a dolore, debolezza muscolare e parestesie agli arti inferiori.

## Stenosi uterina
La stenosi della cervice uterina può essere dovuta a difetti congeniti o può sopravvenire in seguito ad interventi chirurgici o di crioterapia.

## Stenosi esofagea
Il restringimento del lume esofageo può essere causato da tumori o dall'esposizione dell'individuo a sostanze caustiche, ingerite accidentalmente o talvolta a scopo suicida.

## Stenosi uretrale
Il restringimento del lume uretrale fa spesso seguito a traumi del bacino con rottura dell'uretra, a manovre di cateterismo o a retrazione cicatriziale dopo interventi chirurgici sulla prostata. Altra causa frequente di stenosi uretrale sono alcune malattie a trasmissione sessuale, prima fra tutte l'uretrite gonococcica.

## Stenosi rettale
Il restringimento del lume rettosigmoideo è un'anomalia dovuta nella maggioranza dei casi a cicatrizzazione, ma talvolta anche alla presenza di un tumore.

## Stenosi del cranio
La craniostenosi è una malformazione della struttura cranica che consiste nella fusione precoce di una o più suture craniche del neonato. Ciò determina uno sviluppo anomalo del cranio e del cervello e può causare, a seconda della stenosi e della sutura cranica coinvolta, deformità craniche, asimmetrie nello sviluppo facciale o ritardo mentale.

## Altri tipi di stenosi
- Stenosi venosa
- Stenosi biliare
- Stenosi del meato uretrale
- Stenosi ipertrofica del piloro
- Stenosi polmonare
- Stenosi carotidea
- Stenosi bilaterale dell'arteria renale